# Torbjörn Fagerström
Torbjörn Fagerström, född den 9 december 1944, är en svensk naturvetare, debattör och författare.

## Biografi
Fagerström disputerade 1974 vid Uppsala universitet på en avhandling om ansamling av organiskt kvicksilver i fisk. Han har varit  prorektor vid Sveriges lantbruksuniversitet och professor i teoretisk ekologi vid Lunds universitet.
Han har skrivit böckerna Gud och Darwin - känner de varandra? tillsammans med Carl Reinhold Bråkenhielm, samt Den skapande evolutionen där han tar upp frågor om skapelse (kreationism) och evolution.
Fagerström har engagerat sig för att popularisera biologisk forskning, bland annat i TV-programmet Fråga Lund. Han har flera gånger ifrågasatt trendiga åsikter, där  han till exempel förespråkar användning av GMO-grödor, har ifrågasatt påstådda hälsoeffekter av ekologisk mat samt att heterosexualitet skulle vara en social konstruktion. Många av hans debattinlägg är samlade i boken Tankar från en utskälld forskare (2018).
Han är sedan 1996 ledamot av Kungliga Vetenskapsakademien och sedan 2000 ledamot av Kungliga Skogs- och Lantbruksakademien.

## Priser och utmärkelser
- 2001 – Årets folkbildare